# Paruline basanée
Myioborus brunniceps
Espèce
Répartition géographique
Statut de conservation UICN

 LC  : Préoccupation mineure
La Paruline basanée (Myioborus brunniceps) est une espèce de passereaux appartenant à la famille des Parulidae.

## Distribution
La Paruline basanée se trouve en Argentine et en Bolivie.

## Habitat
Cette paruline habite les forêts montagneuses, notamment les forêts du Yunga.